# Serieutveckling
Serieutveckling är i matematik en serie termer vars summa approximerar en funktion, och närmar sig den asymptotiskt.
De vanligaste är maclaurinutveckling, taylorutveckling och Fourierserieutveckling.